# Tomislav Butina
Tomislav Butina (Zagreb, 30 de marzo de 1974) es un exfutbolista croata. Juega de portero y su último equipo fue el Dinamo de Zagreb de la Prva Liga de Croacia.

## Selección nacional
Ha sido internacional con la Selección de fútbol de Croacia, ha jugado 28 partidos internacionales.

### Participaciones en Copas del Mundo
| Mundial                        | Sede                  | Resultado    |
| ------------------------------ | --------------------- | ------------ |
| Copa Mundial de Fútbol de 2002 | Corea del Sur y Japón | Primera fase |
| Copa Mundial de Fútbol de 2006 | Alemania              | Primera fase |

### Participaciones en Eurocopas
| Torneo        | Sede     | Resultado    |
| ------------- | -------- | ------------ |
| Eurocopa 2004 | Portugal | Primera fase |

## Clubes
| Club             | País    | Año       |
| ---------------- | ------- | --------- |
| Dinamo de Zagreb | Croacia | 1991-1994 |
| NK Karlovac      | Croacia | 1994-1995 |
| NK Samobor       | Croacia | 1995-1996 |
| Slaven Belupo    | Croacia | 1996-1997 |
| Dinamo de Zagreb | Croacia | 1997-2003 |
| Club Brujas      | Bélgica | 2003-2006 |
| Olympiakos       | Grecia  | 2006-2008 |
| Dinamo de Zagreb | Croacia | 2008-2010 |

- Datos: Q468876
- Multimedia: Tomislav Butina / Q468876